# Lakewood (Nueva York)
Lakewood es una villa ubicada en el condado de Chautauqua en el estado estadounidense de Nueva York. En el año 2000 tenía una población de 3,258 habitantes y una densidad poblacional de 796 personas por km².

## Geografía
Lakewood se encuentra ubicada en las coordenadas 42°6′3″N 79°19′19″O / 42.10083, -79.32194.

## Demografía
Según la Oficina del Censo en 2000 los ingresos medios por hogar en la localidad eran de $40,364, y los ingresos medios por familia eran $51,615. Los hombres tenían unos ingresos medios de $40,794 frente a los $26,829 para las mujeres. La renta per cápita para la localidad era de $24,566. Alrededor del 5.5% de la población estaban por debajo del umbral de pobreza.